# Tigranes III d'Armènia
Tigranes III va ser rei d'Armènia de l'any 20 aC fins al 8 aC. Era fill d'Artavasdes III i germà d'Artaxes II al que va succeir.
L'any 34 aC Marc Antoni va fer arrestar a la seva família i a ell mateix (només es va lliurar Artàxies) i van ser enviats a Alexandria, a Egipte on el seu pare Artasvasdes III va ser decapitat l'any 30 aC per ordre de Cleòpatra. August, indignat per aquest tractament, va fer portar a la família a Roma. Després de la derrota de Marc Antoni a Actium l'any 31 aC el tron d'Armènia va passar a Artàxies II, el germà gran de Tigranes III amb l'ajut dels seus aliats parts, cosa que va molestar a August, ja que el nou rei era manifestament hostil a Roma, i per això va mantenir a la família reial armènia com a ostatge a Roma. Tàcit diu que l'any 20 aC els armenis van enviar un missatge a l'emperador August demanant que el rei Artaxes II fos deposat i substituït pel seu germà Tigranes III. August va encarregar a Tiberi de deposar Artàxies II i posar Tigranes III al tron. Quan Tiberi marxava amb un petit exèrcit contra Artàxies aquest va ser assassinat pel partit pro-romà de la seva cort i Tigranes III va rebre llavors la diadema reial de mans de Tiberi, que no va obrir cap investigació. Després de coronar a Tigranes, Tiberi es va retirar d'Armènia.
Tigranes II va ser fidel als romans però va morir jove entre el 12 aC i el 6 aC i en els darrers anys va anar girant la seva política acostant-se als parts; el va succeir el seu fill Tigranes IV, que donava suport al gir polític del seu pare i, per tant, va tenir el suport dels parts. Una lluita de successió es va iniciar aleshores entre Tigranes IV i la seva germana Erato, i Artavasdes IV, probablement un altre germà de Tigranes III.